# Neeskens Kebano
Neeskens Kebano (ur. 10 marca 1992 w Montereau-Fault-Yonne) – kongijski piłkarz, występujący na pozycji ofensywnego pomocnika w emirackim klubie Al-Jazira Club oraz w reprezentacji Demokratycznej Republiki Konga.

## Kariera klubowa
Swoją karierę piłkarską Kebano rozpoczął w 1996 roku w klubie ASA Montereau. W 2006 roku podjął treningi w szkółce piłkarskiej Paris Saint-Germain. W 2010 roku stał się członkiem zespołu rezerw. Zadebiutował w nich 8 sierpnia 2010 w wygranym 1:0 domowym meczu z Football Bourg-en-Bresse Péronnas 01. Z kolei 2 kwietnia 2011 zadebiutował w pierwszej drużynie Paris Saint-Germain w Ligue 1 w zremisowanym 0:0 domowym meczu z FC Lorient. W sezonie 2011/2012 grał w rezerwach Paris Saint-Germain.
W 2012 roku Kebano został wypożyczony do występującego w Ligue 2, SM Caen. Zadebiutował w nim 24 sierpnia 2012 w zwycięskim 2:0 wyjazdowym meczu z Nîmes Olympique. W Caen spędził rok.
W 2013 roku Kebano został piłkarzem belgijskiego Royal Charleroi. W lidze belgijskiej swój debiut zaliczył 14 września 2013 w zremisowanym 0:0 wyjazdowym meczu z OH Leuven. W Charleroi grał do lata 2015.
Latem 2015 Kebano odszedł do KRC Genk. Swój debiut w nim zanotował 13 września 2015 w zremisowanym 0:0 wyjazdowym spotkaniu z Anderlechtem. W 2016 roku przeszedł do angielskiego Fulham, grającego w Championship.
| Sezon   | Klub                  | Kraj    | Rozgrywki     | Mecze | Gole |
| ------- | --------------------- | ------- | ------------- | ----- | ---- |
| 2010/11 | Paris Saint-Germain   | Francja | Ligue 1       | 3     | 0    |
| 2010/11 | Paris Saint-Germain B | Francja | CFA           | 16    | 7    |
| 2011/12 | Paris Saint-Germain B | Francja | CFA           | 20    | 3    |
| 2012/13 | SM Caen               | Francja | Ligue 2       | 12    | 1    |
| 2012/13 | SM Caen B             | Francja | CFA           | 12    | 1    |
| 2013/14 | Paris Saint-Germain B | Francja | CFA           | 2     | 1    |
| 2013/14 | Royal Charleroi       | Belgia  | Eerste klasse | 26    | 5    |
| 2014/15 | Royal Charleroi       | Belgia  | Eerste klasse | 31    | 11   |
| 2015/16 | Royal Charleroi       | Belgia  | Eerste klasse | 5     | 1    |
| 2015/16 | KRC Genk              | Belgia  | Eerste klasse | 32    | 6    |
| 2016/17 | KRC Genk              | Belgia  | Eerste klasse | 3     | 0    |
| 2016/17 | Fulham                | Anglia  | Championship  | 28    | 6    |
| 2017/18 | Fulham                | Anglia  | Championship  | 26    | 3    |
| 2018/19 | Fulham                | Anglia  | Championship  | 7     | 0    |

## Kariera reprezentacyjna
Kebano grał w młodzieżowych reprezentacjach Francji. W 2009 roku wystąpił z reprezentacją U-17 na Mistrzostwach Europy U-17. W reprezentacji Demokratycznej Republiki Konga zadebiutował 15 października 2014 w wygranym 4:3 meczu kwalifikacji do Pucharu Narodów Afryki 2015 z Wybrzeżem Kości Słoniowej. W 2015 roku został powołany do kadry na Puchar Narodów Afryki 2015. Rozegrał na nim dwa mecze: w ćwierćfinale z Kongiem (4:2) i w półfinale z Wybrzeżem Kości Słoniowej (1:3). Z kadrą Demokratycznej Republiki Konga zajął 3. miejsce w tym turnieju.